# Paraixeris saxatilis
Paraixeris saxatilis là một loài thực vật có hoa trong họ Cúc. Loài này được (A.I.Baranov) Tzvelev mô tả khoa học đầu tiên năm 1964.